# Coenina aegyptiaca
Coenina aegyptiaca är en fjärilsart som beskrevs av Hans Rebel 1906. Coenina aegyptiaca ingår i släktet Coenina och familjen mätare. Inga underarter finns listade i Catalogue of Life.